# Unique selling proposition
L'unique selling proposition, spesso come acronimo USP, che in italiano potrebbe essere tradotto come argomentazione esclusiva di vendita, è un modello teorico di funzionamento della pubblicità formulato da Rosser Reeves negli anni 1940.

## Descrizione
L'USP fu formulato da Reeves portando all'estremo la filosofia pubblicitaria dell'Hard Selling di Claude C. Hopkins e fu sintetizzato nei seguenti punti:
1. ogni campagna pubblicitaria deve proporre un beneficio per il consumatore;
2. questo deve esser tale che la concorrenza non possa offrirlo;
3. il beneficio deve essere così vantaggioso da poter spingere milioni di consumatori all'acquisto.

Secondo tale principio una pubblicità, affinché possa essere efficace, deve puntare su "un unico argomento di vendita" (Selling point), e per unico s'intende una caratteristica propria di un prodotto che non è appannaggio della concorrenza.

Facendo leva su un'unica ragione logica per la quale converrebbe acquistare un prodotto, sarebbe possibile eliminare rischi di dispersione e concentrare lo sforzo persuasivo su una sola proposta di vendita che il destinatario della pubblicità finirebbe per ricordare nel tempo e fare propria

## Esempi
L'USP è stato applicato sia in ambito commerciale sia per la propaganda politica (ad esempio lo stesso Reeves impiegò il principio dell'USP per impostare la campagna elettorale di Dwight D. Eisenhower durante le elezioni presidenziali americane del 1952). La principale critica rivolta all'USP è che porterebbe, sul medio e lungo termine, alla creazione di pubblicità ripetitive e scarsamente originali, e talvolta addirittura bizzarre.  Tra gli annunci più celebri prodotti con la tecnica dell'USP (dallo stesso Reeves) vi è quello delle caramelle M&M's: «si sciolgono in bocca, non in mano», usato ancora negli anni 2000.